# NGC 351
NGC 351 es una galaxia espiral barrada de la constelación de Cetus.
Fue descubierta el 10 de noviembre de 1885 por el astrónomo Lewis A. Swift.